# Polistes williamsi
Polistes williamsi är en getingart som beskrevs av Peterson 1990. Polistes williamsi ingår i släktet pappersgetingar, och familjen getingar. Inga underarter finns listade i Catalogue of Life.